# 鷹取玲
鷹取 玲（たかとり れい）は日本の男性声優。主にアダルトゲームに声を担当している。

## 出演作品

### アダルトゲーム
- どきどきビーチ!〜胸騒ぎの予感〜（桜沢純一郎）
- 小雪の朱〜コユキノアカ〜（桜庭公生、和泉幸高）
- Tears to Tiara（タリエシン）
- ブラザーズ〜恋するお兄さま〜（春日雪斗[2]）
- ブラザーズ〜もっと恋するお兄さま〜（春日雪斗）
- FORTUNE ARTERIAL（東儀征一郎[1]）
- D.C.II To You Side Episodes 〜ダ・カーポII〜 トゥーユー サイドエピソード（小鳥遊真哉）
- D.C.II Fall in Love 〜ダ・カーポII〜 フォーリンラブ（小鳥遊真哉）
- PARA-SOL（竹内桃太郎[3]）
- なないろ航路（鬼ヶ島桃太郎）
- 東京陰陽師〜天現寺橋怜の場合〜（目黒将人[4]）

### ドラマCD
- ブラザーズ〜Always With Me!〜Vol.1（春日雪斗[5]）
- ブラザーズ〜Always With Me!〜Vol.2（春日雪斗[6]）
- FORTUNE ARTERIAL シリーズ（東儀征一郎）
  - ドラマCD FORTUNE ARTERIAL〜through the season〜#1[7]
  - ドラマCD FORTUNE ARTERIAL〜through the season〜#2[8]
  - ドラマCD FORTUNE ARTERIAL〜through the season〜#3[9]
  - ドラマCD FORTUNE ARTERIAL〜through the season〜#4[10]
  - ドラマCD FORTUNE ARTERIAL〜through the season〜#5[11]

### ラジオ
- オーガスト放送局 修智館学院出張生徒会 第5～第6回[12]、第17～18回[13]ゲスト（東儀征一郎）

### CD
- キャラクターソングアルバムFORTUNE ARTERIAL feeling assort[14]
- DJCDオーガスト放送局 修智館学院出張生徒会 Vol.1[12]、Vol.3[13]